# سكارليت جوهانسون
سكارليت إنغريد جوهانسون (بالإنجليزية: Scarlett Johansson)(وُلِدت في 22 نوفمبر 1984)، هي ممثلة ومغنية أمريكية. كانت أعلى ممثلة أجراً في العالم في عامي 2018 و2019، وظهرت عدة مرات في قائمة فوربس لأكثر 100 شخصية مشهورة. اختارتها مجلة "تايم" في عام 2021 كأحد الأشخاص الـ100 الأكثر تأثيراً في العالم. حققت أفلامها إيرادات تزيد عن 15.4 مليار دولار عالمياً، مما يجعلها أعلى نجمة في شباك التذاكر من النساء في التاريخ. حصلت على العديد من الجوائز، بما في ذلك جائزة الأكاديمية البريطانية للأفلام، وجائزة توني، وترشيحات لجائزتي أكاديمية وجوائز غولدن غلوب خمس مرات.
ظهرت جوهانسون لأول مرة على مسرح خارج برودواي عندما كانت طفلة. بدأت مسيرتها السينمائية في الكوميديا الخيالية "نورث" (1994) وحظيت بشهرة مبكرة من خلال أدوارها في "ماني ولو" (1996)، "همسات الحصان" (1998)، و"عالم الأشباح" (2001). تحولها إلى الأدوار البالغة جاء في عام 2003 مع فيلم "ضائع في الترجمة"، الذي فازت من خلاله بجائزة الأكاديمية البريطانية لأفضل ممثلة. تابعت تلقي الإشادة بعد تأديتها دور خادمة في القرن السابع عشر في فيلم "الفتاة ذات القرط اللؤلؤي" (2003)، وفتاة مراهقة مضطربة في "أغنية حب لبوبّي لونغ" (2004)، وجذابة في "نقطة المباراة" (2005). هذا الأخير كان أول تعاون لها مع وودي آلن، الذي أخرج لها لاحقاً في "سكووب" (2006) و"فيكي كريستينا برشلونة" (2008). تشمل أعمالها الأخرى في هذه الفترة فيلم "الهيبة" (2006) والألبومات "أينما أضع رأسي" (2008) و"استراحة" (2009)، واللذان تصدرا قوائم بيلبورد 200.
في عام 2010، ظهرت جوهانسون لأول مرة على مسرح خارج برودواي في إعادة عرض مسرحية "منظر من الجسر"، والتي فازت من خلالها بجائزة توني لأفضل أداء لممثلة في مسرحية. كما بدأت تجسيد دور "الأرملة السوداء" في فيلم "آيرون مان 2" من عالم مارفل السينمائي. أعادت تمثيل هذا الدور في ثمانية أفلام، وصولاً إلى فيلمها المنفرد "الأرملة السوداء" (2021)، مما أكسبها شهرة عالمية. خلال هذه الفترة، لعبت جوهانسون أدواراً في أفلام الخيال العلمي مثل "هي" (2013)، "تحت الجلد" (2013) و"لوسي" (2014). حصلت على ترشيحين متزامنين لجائزة الأوسكار—أفضل ممثلة وأفضل ممثلة مساعدة—عن أدوارها في فيلم "قصة زواج" (2019) وفي فيلم "جوجو رابيت" (2019)، مما جعلها واحدة من القلائل الذين حققوا هذا الإنجاز.
وصفت جوهانسون بأنها مثيرة، وقد أُشير إليها من قبل وسائل الإعلام كأحدى أكثر النساء جاذبية في العالم. وهي أيضًا من المؤثرات البارزات في مجال العلامات التجارية وتدعم العديد من القضايا الخيرية. تزوجت جوهانسون من الممثل الكوميدي كولن جوست في 2020 بعد طلاقها من الممثل رايان رينولدز ورجل الأعمال رومان دورياك. لديها طفلان، أحدهما مع دورياك وآخر مع جوست.

## النشأة
وُلدت سكارليت إنغريد جوهانسون في 22 نوفمبر 1984 في حي مانهاتن بمدينة نيويورك. والدها كارستين أولاف جوهانسون هو مهندس معماري من كوبنهاغن، الدنمارك، وهو حفيد إينر جوهانسون [الإنجليزية]، مؤرخ الفن وكاتب السيناريو والمخرج الذي كان والده سويدياً. أما والدتها ميلاني سلون فهي منتجة من نيويورك من عائلة يهودية هاجرت من بولندا وروسيا، وكان اسم عائلتها الأصلي "شلامبرغ". لدى سكارليت أخت أكبر تدعى فانيسا، وهي ممثلة أيضاً، وأخ أكبر يدعى أدريان، وتوأمها هنتر. كما لديها أخاً غير شقيق أكبر يُدعى كريستيان من زواج والدها الأول. تحمل سكارليت الجنسية الأمريكية والدنماركية. في عام 2017، اكتشفت في برنامج "Finding Your Roots" على قناة بي بي إس أن شقيق جدتها لأمها وعائلتها الموسعة لقوا حتفهم في غيتو وارسو خلال الهولوكوست.
درست جوهانسون في مدرسة PS 41 الابتدائية في غرينتش فيليج في مانهاتن. انفصل والداها عندما كانت في الثالثة عشرة من عمرها. كانت قريبة جداً من جدتها لأمها دوروثي سلون التي كانت محاسبة ومعلمة، وقضت معها الكثير من الوقت وكانت تعتبرها أفضل صديقة. أبدعت منذ صغرها في تقديم عروض من الأغاني والرقص لعائلتها، وكانت تحب المسرح الغنائي وحركات الجاز. درست الرقص النقري، وتقول إن والديها كانا داعمين لاختيارها المهني. وصفت طفولتها بأنها كانت عادية.
كانت جوهانسون في مرحلة الطفولة تمرّن مهاراتها في التمثيل بالتحديق في المرآة حتى تتمكن من جعل نفسها تبكي، وكانت تحلم بأن تصبح مثل جودي غارلاند في فيلم "لقاؤنا في سانت لويس لقاؤنا في سانت لويس [الإنجليزية]". شعرت بالخذلان في سن السابعة عندما وقع وكيل المواهب عقداً مع أحد إخوانها بدلاً منها، لكنها قررت متابعة حلمها في التمثيل. بعد أن التحقت بمعهد لي شتراسبيرغ للمسرح وشاركت في تجارب أداء للإعلانات التجارية، سرعان ما فقدت اهتمامها بهذا المجال وقالت: "لم أرغب في الترويج لخبز وندر". ثم حولت تركيزها إلى السينما والمسرح، كانت بداية ظهورها المسرحي في مسرحية "صوفيستري" مع إيثان هوك. وفي ذات الوقت، بدأت دراستها في "مدرسة الأطفال المحترفين"، وهي مدرسة خاصة في مانهاتن تهدف إلى تأهيل الأطفال الطموحين في مجال التمثيل.
أظهرت سكارليت جوهانسون منذ طفولتها شغفًا كبيرًا بالتمثيل، إذ قالت: "«لطالما أحببت التمثيل، بينما كان بعض الأطفال مهتمين بتعلم الموسيقى، لكنني كنت دائمًا مهتمة بالتمثيل، لذلك اقترحت علي والدتي البحث عن وسيلة لتعلم الفنون المسرحية»" منذ أن كانت في السابعة من عمرها، أخذتها والدتها إلى العديد من الاختبارات التجارية، لكنها كانت ترفض دائمًا. ورغم ذلك، لم يكن الرفض يثنيها عن متابعة حلمها، فاتجهت مع والدتها إلى عالم السينما.

## مسيرتها المهنية

### 1994–2002: الأعمال المبكرة والانطلاقة
في سن التاسعة، حصلت جوهانسون على أول دور مدفوع لها كشخصية في مشهد تمثيلي في حلقة من برنامج "ليلة متأخرة مع كونان أوبراين [الإنجليزية]". وفي وقت لاحق من نفس العام، قدمت أول ظهور سينمائي لها كابنة جون ريتر في الكوميديا الخيالية "الشمال" (1994). ذكرت إنها خلال جلسة التصوير، كانت تعرف بشكل غريزي ما يجب فعله. بعد ذلك، لعبت أدوارًا ثانوية مثل دور ابنة شخصيتي شون كونري وكيت كابشو في فيلم الإثارة والغموض "مجرد سبب [الإنجليزية]" (1995)، وطالبة فنون في "إذا سقطت لوسي [الإنجليزية]" (1996).
كان أول دور رئيسي لجوهانسون هو دور أماندا، الأخت الصغرى لمراهقة حامل تهرب من منزلها بالتبني في فيلم "ماني ولو [الإنجليزية]" (1996) إلى جانب أليكسا بالادينو وأخيها هنتر. حصل أداؤها على مراجعات إيجابية: إحداها كُتبت لصحيفة سان فرانسيسكو كرونيكل ذكرت أن "[الفيلم] يزداد تأثيره عليك مع مرور الوقت إلى حد كبير بسبب سحر ... سكارليت جوهانسون"، بينما علق الناقد ميك لاسال، الذي يكتب للصحيفة نفسها، على "هالتها الهادئة"، وأعتقد أنه "إذا تمكنت من اجتياز مرحلة البلوغ مع تلك الهالة دون اضطراب، فقد تصبح ممثلة مهمة". حصلت جوهانسون على ترشيح لجائزة الروح المستقلة لأفضل ممثلة رئيسية عن هذا الدور.
في عام 1997، شاركت في عدة أدوار صغيرة في أفلام مثل الخريف والبيت وحدة 3، بالإضافة إلى فيلم الهمس الذي نال اهتمامًا كبيرًا، ما جعلها تُنتخب كممثلة واعدة من قبل جمعية شيكاغو للنقد السينمائي. في عام 1999، شاركت في فيلم إنه ليس غبيًا، إنه حبيبي، وفي نفس العام ظهرت في فيلم سكر بدور "ماندي مور". أما في عام 2001، فقد قامت ببطولة فيلم شخص غائب بدور "الإخوة كوين"، وفي العام ذاته لعبت دورًا في فيلم شبح العالم الذي ساهم في زيادة شهرتها، رغم أن الفيلم لم يحقق النجاح المرجو في شباك التذاكر.
بعد عام 2002، شاركت في دور صغير في فيلم قواعد الزواج الثمانية.

### 2003–2004: الانتقال إلى أدوار الكبار
في عام 2003، انتقلت سكارليت جوهانسون من أدوار الشباب إلى أدوار الكبار. فقد لعبت أدوار البطولة في فيلمين بارزين، حيث تطورت بشكل ملحوظ منذ مرحلة الشباب. في فيلم ضائع في الترجمة للمخرجة صوفيا كوبولا، لعبت دور "شارلوت"، الزوجة الشابة المعزولة التي تعاني في علاقتها مع شخصية "بيل موراي". أشاد الناقد السينمائي روجر إيبرت بالفيلم، واعتبره رائعًا، حيث يعرض حياة نوعين من البشر. أما صحيفة تايمز الأمريكية فقد كتبت أن جوهانسون كانت قادرة على تجسيد شخصية امرأة في الخامسة عشرة من عمرها، رغم أن قدراتها لا تعادل قدرات "جيل موراي"، إلا أن سكارليت تتمتع ببساطة وحضور عاطفي يجذب الأنظار.
تم ترشيح جوهانسون لجائزة أكاديمية السينما البريطانية كأفضل ممثلة، وجائزة غولدن غلوب، كما تم ترشيحها من عدة منظمات نقدية، بما في ذلك جمعية نقاد السينما الأمريكية وجمعية نقاد شيكاغو السينمائي. في عام 2003 أيضًا، لعبت دور "جوليت" في فيلم الفتاة ذات القرط اللؤلؤي للمخرج بيتر، وكان دورها ملفتًا جدًا، مما جعلها تتلقى إشادة كبيرة من النقاد. كما تم ترشيحها لجائزة الأوسكار.
وأشار الناقد السينمائي أنتوني ريان إلى أن ظهور جوهانسون في الفيلم كان ذا تأثير كبير، رغم أن دورها كان صغيرًا. أما الناقد أوين جراي بيرمان من مجلة إنترتينمنت ويكلي فقد وصفها بأنها صاحبة الأداء الصامت الذي يعكس الخوف والبراءة والفضول والرغبة، مما جعلها تؤثر في الجمهور بشكل كبير.
حصلت جوهانسون على جائزة غولدن غلوب كأفضل ممثلة في فيلم درامي، بالإضافة إلى جائزة أفضل ممثلة من المعهد البريطاني للتمثيل. كما تم ترشيحها من قبل رابطة النقاد السينمائيين في لندن ونقاد فينكس. في يوليو 2004، تم دعوتها للانضمام إلى المعهد الأمريكي للفنون والعلوم.
عام 2004، ظهرت جوهانسون في خمسة أفلام، منها المرأة الجديدة المقتبس عن أوسكار وايلد، والذي لم يحقق النجاح المطلوب في شباك التذاكر، وكذلك نيويورك تايمز الذي تم ترشيحه كفيلم كوميدي ساخر.

### 2005–2009: التعاون مع وودي آلن

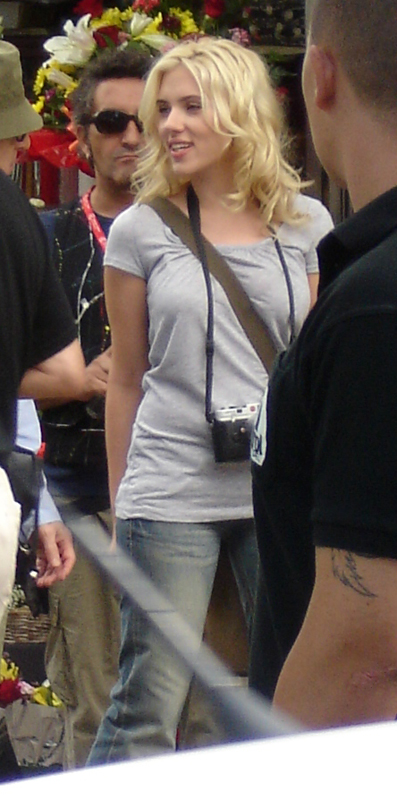
سكارليت جوهانسون في رامبلا برشلونة، خلال استراحة من مشهد في فيلم وودي آلن.

في يوليو 2005، تعاونت جوهانسون مع شريكها جريج إيفان لإخراج فيلم الخيال العلمي "الجزيرة"، حيث لعبت دورين: شخصية سارة جوردن، وشخصية جوردي غرفين دلتا المستنسخة منها. ومع ذلك، فشل الفيلم اقتصاديًا فشلًا كبيرًا، وتباينت آراء النقاد حوله. وعلى النقيض، حقق فيلم "ماتش بوينت" من إخراج وودي آلن نجاحًا كبيرًا، حيث أبدعت جوهانسون في دورها. وأشادت صحيفة "نيويورك تايمز" بأداء جوهانسون وراي وايز، معتبرةً أن أدائهما في أفلام وودي آلن يعد من أفضل ما قدمه كلاهما. فازت جوهانسون بجائزتها الرابعة، حيث كانت مرشحة لجائزة غولدن غلوب، كما تم ترشيحها من قبل جمعية نقاد شيكاغو كأفضل ممثلة.
ثم تعاونت جوهانسون مجددًا مع وودي آلن في فيلم "سكوب"، الذي لعبت فيه دور طالبة جامعية إلى جانب هيو جاكمان. رغم أن الفيلم نال بعض الانتقادات أثناء التصوير، إلا أن جودته لم تكن كما توقع البعض عند عرضه في دور السينما. في نفس العام، أصبحت جوهانسون نجمة في فيلم "الداليا السوداء" للمخرج براين دي بالما، وهو فيلم ذو طابع "نوير" يتناول جريمة قتل في لوس أنجلوس وبلغاريا. اعترفت جوهانسون أنها كانت من محبي أفلام دي بالما رغم إدراكها أن الشخصية التي لعبتها قد لا تكون مناسبة بشكل كامل، لكنها كانت مصممة على المشاركة في الفيلم.
لاحقًا، لعبت دورًا مساندًا في فيلم "أعلى المنبثقة" من إخراج كريستوفر نولان، وهو التعاون الثاني لها مع هيو جاكمان. انضم إلى الفيلم أيضًا كريستيان بيل، حيث رأى نولان أن جوهانسون تمتلك غموضًا وعمقًا يميزها في أداء الأدوار التي تتطلب حذرًا شديدًا. علقت جوهانسون بأنها تحب العمل مع نولان نظرًا لتركيزه الكبير واهتمامه بأدق تفاصيل الأداء. الفيلم نال إشادة كبيرة من النقاد، كما حقق نجاحًا عالميًا في شباك التذاكر.
في عام 2006، شاركت جوهانسون في فيلم قصير بعنوان "إذا تعهد الأبدية"، من إخراج بينيت ميلير، وهو مستوحى من أغنية لبوب ديلان بنفس الاسم، وكان يهدف إلى تعزيز ألبوم ديلان "الأمنية الحديثة". في 2007، شاركت جوهانسون مع لوراليني في فيلم "يوميات مربية"، الذي حقق نجاحًا محدودًا في شباك التذاكر، وتعرض لانتقادات من بعض النقاد. وأشادت مجلة "فارايتي" بجوهانسون، معتبرة أنها تملك قدرة على تقديم أداء جذاب، بينما انتقدتها مجلة "نيويوركر" لعدم قدرتها على نقل العواطف الإنسانية بشكل مقنع.
تعاونت جوهانسون مع ناتالي بورتمان وإريك باتما في فيلم "قادح الجذب الرائع"، الذي جمع بين استعراضات مختلفة. وكان الناقد ترافيس بيتر قد أشار إلى أن تطوير الفيلم شهد بعض العثرات، لكنه اعتبره جيدًا للغاية. الفيلم يعرض علاقة تعاون بين امرأتين (ناتالي بورتمان وسكارليت جوهانسون) ويسمح للمشاهدين برؤية جوهر المخابرات والاستخبارات. في وقت لاحق، ظهرت جوهانسون في فيلم "فيكي كريستينا برشلونة" من إخراج وودي آلن، حيث تلعب دورًا مهمًا في قصة مثيرة تجري في إسبانيا، مع بينلوبي كروز وتشانييل كريسويل. أصبح هذا الفيلم من بين أفضل أفلام وودي آلن على الإطلاق.
ثم لعبت جوهانسون دور البطولة في فيلم "الشبح" من إخراج فرانك ميلر، حيث جسدت شخصية امرأة قاتلة، على الرغم من أن الفيلم حصل على ردود فعل سلبية في الغالب. في عام 2009، شاركت في فيلم "هو ليس معجبًا بك" إلى جانب جينيفر كونيلي وبرادلي كوبر ودرو باريمور، حيث لعبت دور مدربة يوغا تُدعى آنا، وحقق الفيلم نجاحًا كبيرًا.
في مارس 2009، وبعد رفض إميلي بلانت، شاركت جوهانسون في فيلم "الرجل الحديدي" حيث لعبت دور الأرملة السوداء، وحقق الفيلم نجاحًا هائلًا في شباك التذاكر. في عام 2011، تألقت في فيلم "اشترينا حديقة حيوان" حيث لعبت دور حارسة حديقة الحيوانات أكلي فيض، وحاز الفيلم على إشادة واسعة. وفي 2012، شاركت في فيلم "المنتقمون" بدور الأرملة السوداء، وهو الفيلم الذي حقق نجاحًا نقديًا وتجاريًا، ليصبح من أفضل الأفلام في تاريخ السينما.
في 2011، أعلنت جوهانسون أنها تخطط لأول تجربة إخراجية لها في فيلم "على فصل الصيف"، مع الكاتب المسرحي بوري ستيرنز شو سيلز. وفي مايو 2012، تألقت في فيلم "هيشوك" من إخراج ساشا، الذي حقق نجاحًا كبيرًا في مهرجان صندانس السينمائي 2013، وحظي إشادة خاصة من النقاد لأدائها المميز.
في 2013، لعبت دور سامانثا مورتن في فيلم "يحل محل لها"، حيث كانت الصوت الخلفي لأنظمة الذكاء الاصطناعي، وقد نال أداؤها إعجابًا كبيرًا. في نوفمبر 2010، تألقت في فيلم "تحت الجلد" المقتبس من رواية ميشيل فاربر، حيث ظهرت عارية تمامًا في الفيلم الذي حظي بمديح كبير لأدائها.
في 2012، ظهرت جوهانسون في "كابتن أمريكا 2" مجددًا في دور الأرملة السوداء، وقد نالت إشادة واسعة، وأعلنت أنها ستواصل أداء دورها في "المنتقمون 2" المزمع عرضه في مايو 2015. وفي 2014، شاركت في فيلم "كوك" مع روبرت داوني جونيور وصوفيا فيرغارا. ثم لعبت دور البطولة في فيلم "لوسي"، الذي حقق نجاحًا ساحقًا في شباك التذاكر في أمريكا الشمالية.

### 2010–2013: عالم مارفل السينمائي والاعتراف العالمي
قدمت جوهانسون أولى تجاربها في 2010 من خلال إعادة عرض مسرحية آرثر ميلر A View from the Bridge. تدور أحداث المسرحية في خمسينيات القرن الماضي في حي إيطالي أمريكي بنيويورك، حيث تروي القصة المأساوية لإيدي (لييف شرايبر) الذي يطور مشاعر غير لائقة تجاه ابنة أخته اليتيمة كاثرين (جوهانسون). على الرغم من ترددها في البداية حول تجسيد شخصية مراهقة، إلا أن صديقًا لها أقنعها بتولي الدور. وقد كتب بن برانتلي من نيويورك تايمز أن جوهانسون "تندمج في شخصيتها بشكل كامل لدرجة أن هالة شهرتها تختفي". كما أشاد ديفيد روني من فارايتي بالمسرحية وأداء جوهانسون، مشيرًا إلى أنها كانت الفنانة الأبرز في العرض. فازت جوهانسون بجائزة توني 2010 لأفضل أداء من ممثلة بارزة في مسرحية. ورغم انتقاد بعض النقاد والممثلين لمنح الجائزة لممثلين من هوليوود السائدة بما في ذلك جوهانسون، إلا أنها ردت بأنها متفهمة للإحباط الناتج، لكن جهودها كانت وراء إنجازاتها.

### 2014–2020: أفلام ضخمة وإشادة نقدية
واصلت جوهانسون مشاركتها في عالم مارفل السينمائي بإعادة تجسيد دور "بلاك ويدو" في فيلم كابتن أمريكا: جندي الشتاء (2014). في هذا الفيلم، تنضم شخصيتها إلى كابتن أمريكا (كريس إيفانز) وفالكين (أنتوني ماكي) للكشف عن مؤامرة داخل منظمة شيلد، بينما تواجه قاتلًا غامضًا يُعرف بجندي الشتاء. كتب كل من جوهانسون وإيفانز حوارهما لعدد من المشاهد التي جمعتهما معًا. أعجبت جوهانسون بطريقة أداء شخصيتها، التي استخدمت جاذبيتها الأنثوية بدلًا من مظهرها الجسدي. حقق الفيلم نجاحًا نقديًا وتجاريًا، حيث جنى أكثر من 714 مليون دولار عالميًا. وقد أشاد الناقد أودي هندرسون بالعمل، حيث وصفه بـ "الاختصار العاطفي الحقيقي"، مشيرًا إلى أداء جوهانسون المميز. نالت جوهانسون ترشيحًا لجائزة ساتورن كأفضل ممثلة مساعدة.

### 2021–الحاضر: الأرملة السوداء والتوسع المهني
بعد غياب عن الشاشة لمدة عام، عادت جوهانسون لتجسد دور "بلاك ويدو" في فيلمها المنفرد المسبق الذي عرض في 2021، حيث شغلت أيضًا دور المنتج التنفيذي. شاركتها البطولة الممثلة فلورنسا بيو، تدور أحداث الفيلم بعد فيلم "كابتن أمريكا: الحرب الأهلية"، حيث تجد شخصية جوهانسون نفسها هاربة وتواجه ماضيها. شعرت جوهانسون أن دورها قد اكتمل، ورأت في هذا الفيلم فرصة لإبراز استقلالية شخصيتها وضعفها، وهو ما اعتبرته سمة تميزها عن باقي المنتقمين. تلقى الفيلم إشادة إيجابية من النقاد، الذين امتدحوا أداء جوهانسون وبيو. إذ وصف ديفيد روني من هوليوود ريبورتر الفيلم بأنه "وسيلة رائعة" لجوهانسون، بينما أشاد بيت هاموند من "دِيدلاين هوليوود" بوجودها القوي في الدور، مشيرًا إلى مهارتها في الأداء الأكشن والتمثيل طوال الفيلم. فازت جوهانسون بجائزة "أفضل نجمة سينمائية لعام 2021" في حفل توزيع جوائز اختيار الشعب الـ47. وفي نفس العام، أعادت تجسيد دورها الصوتي لشخصية "آش" في الجزء الثاني من فيلم "هواة الغناء".

## المسيرة الموسيقية
في عام 2006، غنت جوهانسون أغنية "سمَر تايم" من ألبوم أن إكسبيكتِد دريمز – سونغس فرَم ستارز، وهو مجموعة غير ربحية من الأغاني سجلها ممثلون هوليوود. وأدت الأغنية برفقة فرقة "ذا جيسز آند ماري تشين" في عرض لم شمل مهرجان كوتشيلا في إنديو، كاليفورنيا، في أبريل 2007. في العام التالي، ظهرت جوهانسون كمشاركة رئيسية في الفيديو الموسيقي لأغنية "وات غوز أراوند... كَمز أراوند" للمغني جاستن تمبرليك، والتي تم ترشيحها لجائزة فيديو العام في حفل توزيع جوائز إم تي في.

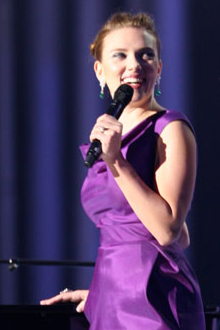
سكارليت جوهانسون في حفل جائزة نوبل للسلام 2008.

في مايو 2008، أصدرت جوهانسون ألبومها الأول بعنوان (إني وير آي لاي ماي هيد)، الذي ضم أغنية أصلية وعشر أغاني مقلدة لأغاني توم وايتس، وشارك فيه ديفيد بوي وأعضاء من فرقة "يا يا ياس" و"سلبريشن". نالت الآراء حول الألبوم تباينًا، حيث لم يُعجب غناء جوهانسون مجلة سبين، بينما وصفه بعض النقاد بأنه "فاتن بشكل مدهش" و"اختيار نادر وشجاع"، كما اعتُبر ألبومًا "لامعًا" ذا "سحر روحاني". صنف موقع "موسيقى إكسبرس" الألبوم ضمن أفضل 23 ألبومًا مبيعًا، واحتل المرتبة 126 في قائمة بيلبورد 200. بدأت جوهانسون بالاستماع إلى توم وايتس عندما كانت في الحادية عشرة أو الثانية عشرة من عمرها، وقالت عنه: "ألحانه جميلة وصوته مميز، وكان لدي طريقتي الخاصة في أداء أغانيه".
في سبتمبر 2009، تعاونت جوهانسون مع المغني وكاتب الأغاني بيت يورن لإصدار ألبوم مشترك بعنوان بريك أب، مستوحى من دويتات سيرج غينسبور مع بريجيت باردو. وصل الألبوم إلى المركز 41 في الولايات المتحدة. في عام 2010، أصدرت فرقة "ستيل ترين" ألبوم تيرِبِل ثريلز فول. 1، الذي ضم مغنياتهن المفضلات وهن يغنين أغاني من الألبوم الذي يحمل اسم الفرقة. كانت جوهانسون أول فنانة في الألبوم، حيث قدمت أغنية "بولِت". كما غنت جوهانسون أغنية "ون هول آوَر" للموسيقى التصويرية لفيلم الوثائقي ريتشيس آند جابررز (2010). وفي عام 2012، أدت أغنية "بيفور ماي تايم" لجاي رالف في نهاية شارة فيلم تشيسِنغ آيس (2012) الوثائقي المناخي.
في فبراير 2015، أسست جوهانسون فرقة موسيقية باسم "ذا سِنغلس" بالتعاون مع إستي هاييم من فرقة "هاييم"، وهولي ميراندا، وكيندرا موريس، وجوليا هالتيغان. أصدرت الفرقة أغنيتها الأولى بعنوان "كاندي". عقب ذلك، تلقت جوهانسون أمرًا بالكف والامتناع من المغنية الرئيسية لفرقة الروك "ذا سِنغلس" في لوس أنجلوس، تطالبها بالتوقف عن استخدام اسم الفرقة. في عام 2016، قامت بأداء أغنية "ترَسْت إن مي" للموسيقى التصويرية لفيلم ذا جَنغل بوك، بالإضافة إلى أغنيتي "سيت إت أول فري" و"آي دونت وانا" من فيلم هواة الغناء. في 2018، عاودت التعاون مع بيت يورن في أسطوانة مطولة بعنوان أبّارت، التي أُصدرت في 1 يونيو.

## الحياة الشخصية
واعدت سكارليت جوهانسون زميلها في الفصل جاك أنتونوف من عام 2001 إلى 2002 أثناء دراستها في مدرسة الأطفال المحترفين. كما دخلت في علاقة مع جوش هارتنت، زميلها في فيلم الداليا السوداء، واستمرت علاقتهما قرابة عامين حتى نهاية عام 2006. وفقًا لهارتنت، انفصلا بسبب جداول أعمالهما المزدحمة التي أبعدتهما عن بعضهما البعض.

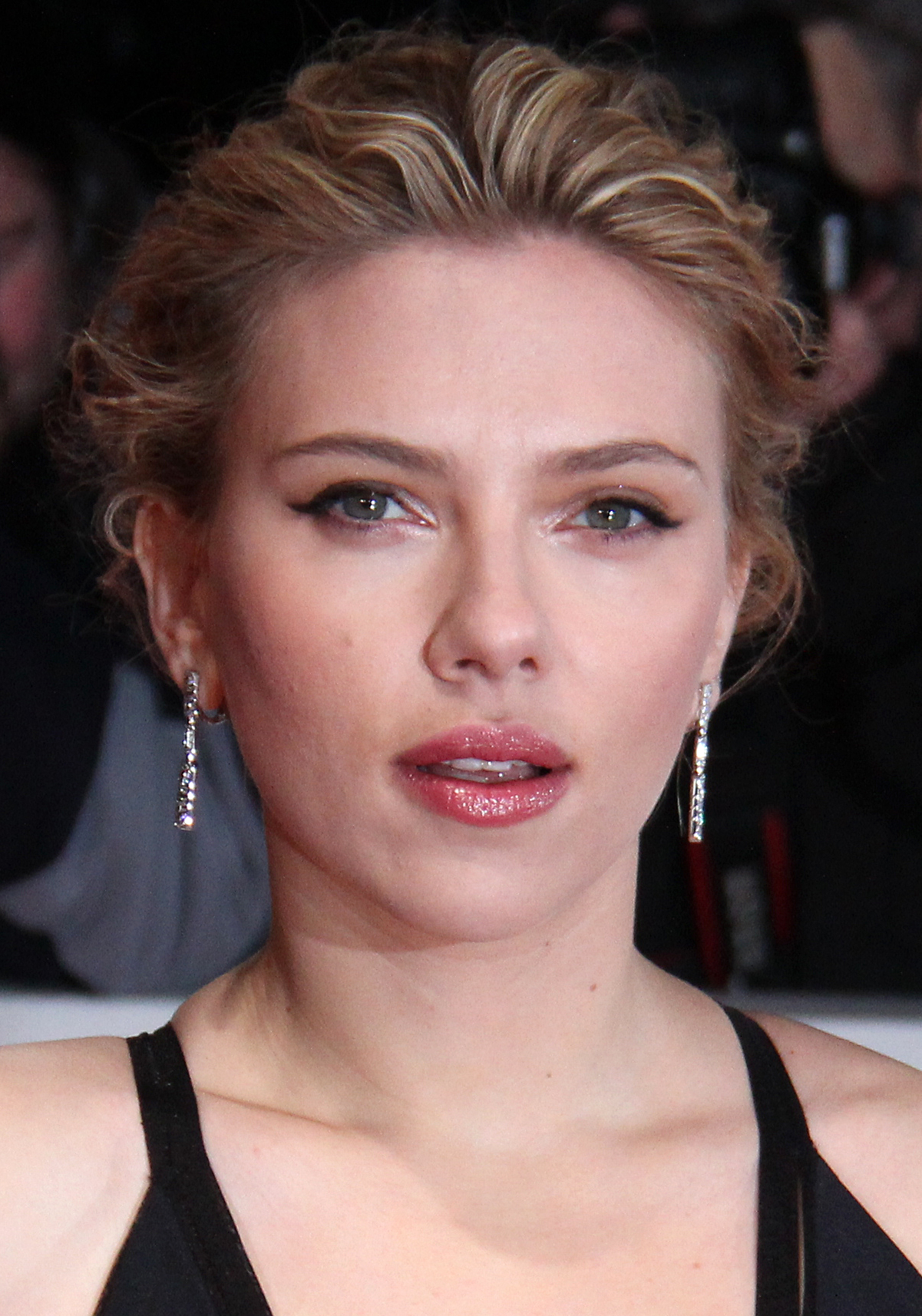
جوهانسون في ألمانيا في فبراير 2012.

في أبريل 2007، بدأت جوهانسون بمواعدة الممثل الكندي رايان رينولدز، وأُعلِن عن خطوبتهما في مايو 2008، ثم تزوجا في سبتمبر 2008 في منتجع وسط الطبيعة في جزيرة فانكوفر. لكن علاقتهما انتهت بالانفصال في ديسمبر 2010، وتم الطلاق رسميًا في يوليو 2011. وفي مقابلة عام 2019 مع مجلة فانيتي فير، تحدثت جوهانسون عن زواجها الأول قائلة: "عندما تزوجت للمرة الأولى كنت في الثالثة والعشرين من عمري. لم أكن أملك فهمًا حقيقيًا للزواج. ربما كنت أضفي عليه طابعًا رومانسيًا بطريقة ما."
في نوفمبر 2012، بدأت جوهانسون بمواعدة الفرنسي رومان دورياك، وهو مالك وكالة إعلانات، وأُعلِن عن خطوبتهما في سبتمبر 2013. قسم الزوجان وقتهما بين مدينة نيويورك وباريس، ورُزِقا بابنتهما روز عام 2014. وفي أكتوبر من العام نفسه، تزوجا في فيليبسبيرغ، مونتانا. لكن علاقتهما لم تستمر طويلًا، حيث انفصلا في منتصف عام 2016. وفي مارس 2017، تقدمت جوهانسون بطلب الطلاق، مشيرة إلى أن زواجهما "انتهى بشكل لا رجعة فيه"، رغم أن دورياك حاول إقناعها بسحب الدعوى، إلا أنها مضت قدمًا، وتم الانتهاء من الطلاق في سبتمبر 2017.
في مايو 2017، بدأت جوهانسون بمواعدة كولين جوست، رئيس فريق الكتاب في برنامج ساترداي نايت لايف والمقدم المشارك لفقرة ويكند أبديت. وبعد عامين، أُعلِن عن خطوبتهما في مايو 2019، ثم تزوجا في أكتوبر 2020 في منزلهما في نيويورك. وفي أغسطس 2021، رُزِقا بابنهما. تقيم جوهانسون حاليًا بين نيويورك ولوس أنجلوس.
في سبتمبر 2011، تم تسريب صور خاصة لجوهانسون عبر الإنترنت، بعد أن تم اختراق هاتفها المحمول. وأوضحت لاحقًا أن هذه الصور كانت قد أُرسلت إلى زوجها آنذاك، رايان رينولدز، قبل ثلاث سنوات من الاختراق. وفي عام 2014، رفعت دعوى قضائية ضد الناشر الفرنسي JC Lattès بسبب تصريحات تشهيرية حول علاقاتها في رواية (أول شيء ننظر إليه) للكاتب غريغوار ديلاكورت [الإنجليزية]. حصلت جوهانسون على تعويض قدره 3400 دولار، رغم أنها كانت قد طالبت بتعويض يبلغ 68,000 دولار.
انتقدت جوهانسون وسائل الإعلام لترويجها لصورة غير واقعية عن الجسم المثالي، والتي قد تؤدي إلى اتباع أنظمة غذائية غير صحية واضطرابات الأكل بين النساء. وفي مقال كتبته لموقع ذا هافينغتون بوست، شجعت الناس على الحفاظ على جسم صحي ومتوازن. كما ظهرت عارية على غلاف مجلة فانيتي فير في مارس 2006 إلى جانب الممثلة كيرا نايتلي، بينما كان مصمم الأزياء توم فورد يرتدي ملابسه بالكامل. أثارت الصورة جدلًا واسعًا، حيث رأى البعض أنها تعكس عدم المساواة في التصوير الإعلامي، إذ غالبًا ما يُطلب من النساء الظهور بمظهر جذاب، بينما لا يُطلب الأمر نفسه من الرجال.

## العمل الخيري

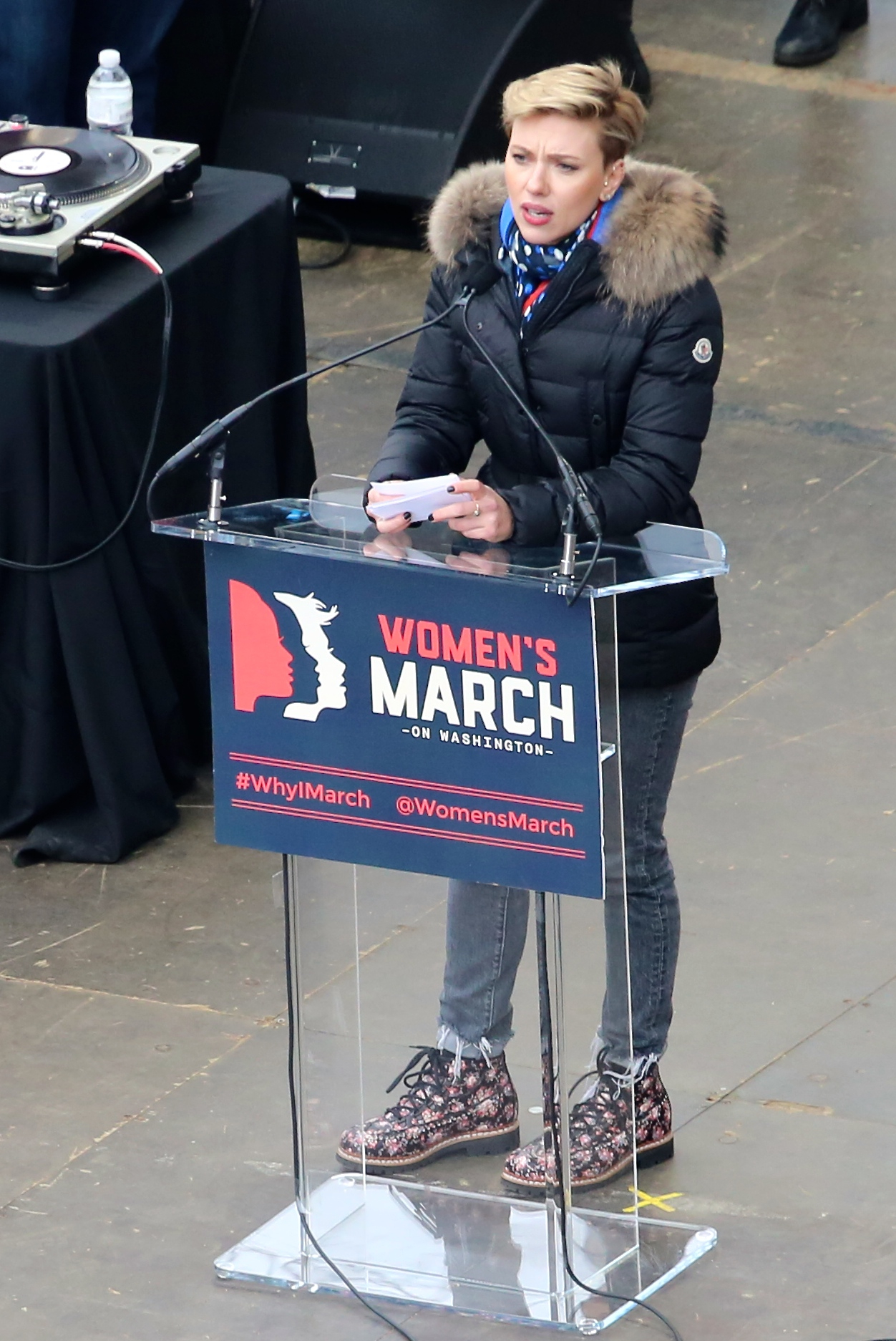
سكارليت جوهانسون تتحدث للحشد في مسيرة النساء في واشنطن.

ساهمت سكارليت جوهانسون في دعم العديد من المنظمات الخيرية، مثل Aid Still Required، Cancer Research UK، Stand Up To Cancer، Too Many Women (التي تركز على محاربة سرطان الثدي)، وUSA Harvest التي تقدم الطعام للمحتاجين. في عام 2005، أصبحت سفيرة عالمية لوكالة أوكسفام للمساعدات والتنمية. كما شاركت في عام 2007 في حملة ONE ضد الفقر، التي نظمها بونو مغني فرقة يو تو. في مارس 2008، دفع أحد المشاركين في مزاد عبر eBay مبلغ 20,000 جنيه إسترليني لصالح أوكسفام، ليحصل على علاج شعر ومكياج، وزوج من التذاكر، ورحلة مع سائق لمقابلة جوهانسون في موعد مدته 20 دقيقة لحضور العرض العالمي الأول لفيلم He's Just Not That Into You.
في يناير 2014، استقالت جوهانسون من منصبها في أوكسفام بعد تعرضها لانتقادات بسبب ترويجها لشركة صودا ستريم [الإنجليزية] التي يقع مصنعها الرئيسي في مستوطنة ميشور أدوميم [الإنجليزية] الإسرائيلية في الضفة الغربية، وهو ما يتعارض مع سياسة أوكسفام التي ترفض التجارة مع هذه المستوطنات. مع ذلك، أشادت أوكسفام بمساهمتها في جمع الأموال لمكافحة الفقر. كما جمعت جوهانسون مع فريق تطوعي 500,000 دولار لضحايا إعصار ماريا.
في عام 2018، تعاونت جوهانسون مع 300 امرأة في هوليوود لتأسيس مبادرة تايمز آب التي تهدف لحماية النساء من التحرش والتمييز. شاركت في مسيرة النساء في لوس أنجلوس في يناير 2018، حيث تحدثت عن إساءة استخدام السلطة وشاركت تجربتها الشخصية. تعرضت لانتقادات بسبب انتقادها للممثل جيمس فرانكو على خلفية اتهامات بالتحرش الجنسي، بينما كانت قد دافعت في وقت سابق عن العمل مع وودي آلن وسط اتهامات من ابنته ديلاين فارو.
كما دعمت جوهانسون عملية ووريور ويلنس، التي تابعة لمؤسسة ديفيد لينش وتساعد المحاربين القدامى على تعلم التأمل التجاوزي. وكان عمها الأكبر، فيليب شلامبرغ، آخر طيار أمريكي قُتل في الحرب العالمية الثانية بعد مشاركته في مهمة قصف مع جيري يلين، الذي أصبح لاحقًا أحد مؤسسي عملية ووريور ويلنس.

## الآراء السياسية
كانت سكارليت جوهانسون مسجلة كناخبة مستقلة حتى عام 2008 على الأقل، وقامت بحملة لصالح المرشح الديمقراطي جون كيري في انتخابات الرئاسة الأمريكية لعام 2004. وعبرت عن خيبة أملها بعد إعادة انتخاب جورج بوش في نفس العام.
في يناير 2008، شاركت في حملة لصالح المرشح الديمقراطي باراك أوباما، حيث ظهرت في ولاية أيوا مستهدفة الناخبين الشباب، كما ظهرت في كلية كورنيل [الإنجليزية]، وقدمت خطابًا في كلية كارلتون في مينيسوتا خلال "الثلاثاء الكبير". كما ظهرت في الفيديو الموسيقي لأغنية "نعم نستطيع" (2008) للمغني ويل.آي.أم المستوحاة من خطاب أوباما بعد الانتخابات التمهيدية في نيو هامبشاير. في فبراير 2012، استضافت جوهانسون وآنا وينتور حفل إطلاق مجموعة أزياء وإكسسوارات كان ريعها مخصصًا لحملة إعادة انتخاب أوباما. وفي سبتمبر 2012، خاطبت الناخبين في المؤتمر الوطني الديمقراطي، داعيةً إلى إعادة انتخاب أوباما ومطالبة بمزيد من المشاركة من الناخبين الشباب، حيث شجعت النساء على التصويت لأوباما وأدانت ميت رومني بسبب معارضته لجمعية تنظيم الأسرة الأمريكية.
في عام 2013، دعمت جوهانسون حملة سكوت سترينجر [الإنجليزية] رئيس بلدية مانهاتن لمنصب المراقب المالي لمدينة نيويورك، حيث استضافت سلسلة من فعاليات جمع التبرعات. وفي انتخابات الرئاسة لعام 2016، دعمت هيلاري كلينتون، وظهرت في إعلان تجاري مع زملائها في فيلم "Marvel Cinematic Universe"، روبرت داوني وجوس ويدون، لتشجيع الناس على التصويت. في 2017، تحدثت في "مسيرة المرأة" في واشنطن، منتقدةً رئاسة دونالد ترامب، وأكدت أنها ستدعم الرئيس إذا عمل من أجل حقوق المرأة وتوقف عن سحب التمويل الفيدرالي لمنظمة "Planned Parenthood". خلال الانتخابات التمهيدية الرئاسية الديمقراطية لعام 2020، أيدت جوهانسون إليزابيث وارين، ووصفتها بأنها "مفكرة وتقدمية ولكنها واقعية". في ديسمبر 2020، دعت إلى الإفراج عن ثلاثة أعضاء من "المبادرة المصرية للحقوق الشخصية" بعد ظروف احتجازهم في مصر، وتحدثت عن ضرورة إطلاق سراحهم. كما انضمت في وقت لاحق إلى مكالمة مع ممثلين آخرين لدعم كامالا هاريس في انتخابات الرئاسة عام 2024.

## الأعمال

### أفلام
| السنة | العنوان (بالإنجليزية)               | العنوان (بالعربية)          | الدور                                 |
| ----- | ----------------------------------- | --------------------------- | ------------------------------------- |
| 2025  | Jurassic World Rebirth              | عالم الديناصورات: البعث     | زورا بينيت                            |
| 2024  | Transformers One                    | المتحولون واحد              | إليتا-1 (صوت)                         |
| 2024  | Fly Me to the Moon                  | خذني إلى القمر              | لم يحدد بعد                           |
| 2023  | North Star                          | النجم الشمالي               | كاثرين                                |
| 2023  | Asteroid City                       | مدينة الكويكب               | ميدج كامبل                            |
| 2021  | Sing 2                              | غنِّ ٢                        | آش (صوت)                              |
| 2021  | Black Widow                         | الأرملة السوداء             | ناتاشا رومانوف / الأرملة السوداء      |
| 2019  | Jojo Rabbit                         | جوجو رابيت                  | روزي بيتزلر                           |
| 2019  | Marriage Story                      | قصة زواج                    | نيكول باربر                           |
| 2019  | Avengers: Endgame                   | المنتقمون: نهاية اللعبة     | ناتاشا رومانوف / الأرملة السوداء      |
| 2018  | Avengers: Infinity War              | المنتقمون: حرب اللانهاية    | ناتاشا رومانوف / الأرملة السوداء      |
| 2018  | Isle of Dogs                        | جزيرة الكلاب                | نوتميج (صوت)                          |
| 2017  | Rough Night                         | ليلة صاخبة                  | جيسيكا "جيس" ثاير                     |
| 2017  | Ghost in the Shell                  | الشبح في القوقعة            | الميجور ميرا كيليان / موتوكو كوساناجي |
| 2016  | Captain America: Civil War          | كابتن أمريكا: الحرب الأهلية | ناتاشا رومانوف / الأرملة السوداء      |
| 2016  | The Jungle Book                     | كتاب الأدغال                | كا (صوت)                              |
| 2016  | Hail, Caesar!                       | يحيا قيصر!                  | ديانا موران                           |
| 2015  | Avengers: Age of Ultron             | المنتقمون: عصر ألترون       | ناتاشا رومانوف / الأرملة السوداء      |
| 2014  | Lucy                                | لوسي                        | لوسي ميلر                             |
| 2014  | Captain America: The Winter Soldier | كابتن أمريكا: جندي الشتاء   | ناتاشا رومانوف / الأرملة السوداء      |
| 2014  | Chef                                | الطاهي                      | مولي                                  |
| 2013  | Her                                 | هي                          | سامانثا (صوت)                         |
| 2013  | Under the Skin                      | تحت الجلد                   | الأنثى                                |
| 2013  | Don Jon                             | دون جون                     | باربرا شوجارمان                       |
| 2012  | Hitchcock                           | هيتشكوك                     | جانيت لي                              |
| 2012  | The Avengers                        | المنتقمون                   | ناتاشا رومانوف / الأرملة السوداء      |
| 2011  | We Bought a Zoo                     | اشترينا حديقة حيوان         | كيلي فوستر                            |
| 2010  | Iron Man 2                          | الرجل الحديدي ٢             | ناتاشا رومانوف / الأرملة السوداء      |
| 2009  | He's Just Not That Into You         | هو ليس معجبًا بك كثيرًا       | آنا ماركس                             |
| 2008  | The Spirit                          | الروح                       | سيلكن فلوس                            |
| 2008  | Vicky Cristina Barcelona            | فيكي كريستينا برشلونة       | كريستينا                              |
| 2008  | The Other Boleyn Girl               | الفتاة الأخرى لعائلة بولين  | ماري بولين                            |
| 2007  | The Nanny Diaries                   | مذكرات المربية              | آني برادوك                            |
| 2006  | The Prestige                        | العظمة                      | أوليفيا وينسكمب                       |
| 2006  | The Black Dahlia                    | الداليا السوداء             | كاي ليك                               |
| 2006  | Scoop                               | سكوب                        | سوندرا برانسكي                        |
| 2005  | The Island                          | الجزيرة                     | جوردان تو دلتا / سارة جوردان          |
| 2005  | Match Point                         | نقطة المباراة               | نولا رايس                             |
| 2004  | In Good Company                     | في شركة جيدة                | أليكس فورمان                          |
| 2004  | A Good Woman                        | امرأة جيدة                  | ميج ويندرمير                          |
| 2004  | A Love Song for Bobby Long          | أغنية حب لبابي لونج         | بورسي وِل                              |
| 2004  | The Perfect Score                   | النتيجة المثالية            | فرانسيسكا كورتيس                      |
| 2003  | Girl with a Pearl Earring           | الفتاة ذات القرط اللؤلؤي    | غريت                                  |
| 2003  | Lost in Translation                 | ضائع في الترجمة             | شارلوت                                |
| 2002  | Eight Legged Freaks                 | الوحوش ذات الأرجل الثمانية  | آشلي باركر                            |
| 2001  | An American Rhapsody                | رابسودي أمريكي              | سوزان ساندور                          |
| 2001  | Ghost World                         | عالم الأشباح                | ريبيكا                                |
| 2001  | The Man Who Wasn't There            | الرجل الذي لم يكن هناك      | راشيل "بيردي" أبونداس                 |
| 1999  | My Brother the Pig                  | أخي الخنزير                 | كاثي كالدويل                          |
| 1998  | The Horse Whisperer                 | همس الحصان                  | غريس ماكلين                           |
| 1997  | Home Alone 3                        | وحدي في المنزل ٣            | مولي برويت                            |
| 1997  | Fall                                | الخريف                      | الفتاة الصغيرة                        |
| 1996  | Manny & Lo                          | ماني ولو                    | أماندا (ماني)                         |
| 1996  | If Lucy Fell                        | إذا سقطت لوسي               | إميلي                                 |
| 1995  | Just Cause                          | مجرد سبب                    | كيت أرمسترونج                         |
| 1994  | North                               | الشمال                      | لورا نيلسون                           |

## وصلات خارجية
- سكارليت جوهانسون على موقع IMDb (الإنجليزية)
- سكارليت جوهانسون على موقع ميتاكريتيك (الإنجليزية)
- سكارليت جوهانسون على موقع الموسوعة البريطانية (الإنجليزية)
- سكارليت جوهانسون على موقع روتن توميتوز (الإنجليزية)
- سكارليت جوهانسون على موقع مونزينجر (الألمانية)
- سكارليت جوهانسون على موقع قاعدة بيانات الأفلام العربية
- سكارليت جوهانسون على موقع ألو سيني (الفرنسية)
- سكارليت جوهانسون على موقع ميوزك برينز (الإنجليزية)
- سكارليت جوهانسون على موقع رولينغ ستون (الإنجليزية)
- سكارليت جوهانسون على موقع تيرنر كلاسيك موفيز (الإنجليزية)